# Marc Dangin
Mark Dangin, pseudoniem van Luc Van Clooster (Lichtervelde, 1 maart 1935 – Leuven, 14 juni 1996), was een Vlaams schrijver.

## Levensloop
Luc Van Clooster was het derde kind in het gezin van de huisarts Van Clooster-Caenen. Lager onderwijs kreeg hij in de gemeenteschool van Beveren-Roeselare en middelbaar onderwijs in het Klein Seminarie Roeselare. Vanaf 1954 studeerde hij rechten en politieke en sociale wetenschappen aan de Katholieke Universiteit Leuven en in 1960 promoveerde hij tot doctor in de rechten.
In 1966 werd in het spraakmakende essay Pijn en puin verdwenen, jonge Vlaamse esthetische poëzie. Bloemlezing samengesteld door Werner Cranshoff (Marnix Pocket nr 37, Manteau) een half dozijn van Dangins gedichten opgenomen.
Van 1973 tot 1980 was hij advocaat aan het hof van beroep in Gent. In 1980 werd hij notaris benoemd in Menen.
Hij werd recensent in het dagblad Vooruit: van 1958 tot 1981 over poëzie en vanaf 1972 ook over romans. Hij schreef artikels over Franse zangers, zoals Georges Brassens, Jean Ferrat, Léo Ferré, Juliette Gréco, Claude Nougaro en Georges Moustaki. Hij schreef ook over de kunstenaars Karel Appel, Roger Serras en Marcel Wauters. Deze artikels verschenen in tijdschriften zoals De Nieuwe Gids, Yang, Diagram, Heibel en Dimensie. Hij was redacteur van de tijdschriften Totems (1971) en Impuls (1973-1976). 
Onder de titel Les pantins de Dangin (1970) verscheen in het Frans een keuze uit zijn gepubliceerd en ongepubliceerd werk. Enkele gedichten werden eveneens vertaald in het Engels en in het Duits.

## Publicaties
- Boven adem, poëzie, Antwerpen, De Sikkel, 1958.
- Het geloof woont in de kinderen; De onrust volgt je getrouw; het is een schrale troost, Heist-aan-Zee, De Roose, 1958.
- De mens nagespeeld, poëzie, Antwerpen,  Uitgeverij De Sikkel, 1959.
- Door een bij gestoken, poëzie, Roeselare, Uitgave Spatbord, 1960.
- Ik en haar zelfportret, poëzie, Antwerpen, Uitgeverij SM Ontwikkeling, 1963.
- Maran Atha, poëzie, Deurle, Colibrant, 1969.
- Mais enfin Dangin, poëzie, Uitg. Sileks, 1972.
- Ik, de grote verliezer, poëzie, Ertvelde, Van Hyfte-De Coninck, 1973.
- De mec van Caroline : een (auto) biografie, poëzie, Deurle, Colibrant, 1974.
- Mijn nieuwe wereld, poëzie, Deurle, Colibrant, 1976.
- Ik had hen allen hartelijk lief, poëzie, Beveren, Orion-Colibrant, 1981.
- De moeder van de porseleinwinkel, poëzie, Gent, Poëzie, 1984.